# H19 (基因)
H19是一个人类和其它动物中发现的长链非编码RNA基因，H19是一种抑癌基因，能抑制细胞增殖和一些癌症相关基因的表达。